# Liste der olympischen Medaillengewinner aus Italien/D–L
Bislang errangen italienische Sportler insgesamt 799 olympische Medaillen (271 × Gold, 244 × Silber und 284 × Bronze).
Zurück zur Liste der olympischen Medaillengewinner aus Italien
- Liste der olympischen Medaillengewinner aus Italien/A–C
- Liste der olympischen Medaillengewinner aus Italien/M–P
- Liste der olympischen Medaillengewinner aus Italien/Q–Z

## Medaillengewinner

### D
- Corrado Dal Fabbro – Bob (0-1-0)
Sapporo 1972: Silber, Viererbob Männer
- Gianfranco Dalla Barba – Fechten (1-0-1)
Los Angeles 1984: Gold, Säbel Team Männer
Seoul 1988: Bronze, Säbel Team Männer
- Luciano Dalla Bona – Radsport (0-1-0)
Tokio 1964: Silber, Teamzeitfahren Männer
- Lamberto Dalla Costa – Bob (1-0-0)
Cortina d’Ampezzo 1956: Gold, Zweierbob Männer
- Francesca Dallapè – Wasserspringen (0-1-0)
Rio de Janeiro 2016: Silber, Synchronspringen 3 m Frauen
- Francesco Dall’Olio – Volleyball (0-0-1)
Los Angeles 1984: Bronze, Männer
- Giuseppe D’Altrui – Wasserball (1-0-0)
Rom 1960: Gold, Männer
- Marco D’Altrui – Wasserball (1-0-0)
Barcelona 1992: Gold, Männer
- Alice D’Amato – Turnen (1-1-0)
Paris 2024: Gold, Schwebebalken Frauen
Paris 2024: Silber, Teammehrkampf Frauen
- Fabio Dal Zotto – Fechten (1-1-0)
Montreal 1976: Gold, Florett Einzel Männer
Montreal 1976: Silber, Florett Team Männer
- Giancarlo Dametto – Volleyball (0-0-1)
Los Angeles 1984: Bronze, Männer
- Francesco Damiani – Boxen (0-1-0)
Los Angeles 1984: Silber, Superschwergewicht Männer
- Angelo Damiano – Radsport (1-0-0)
Tokio 1964: Gold, Tandem Männer
- Maurizio Damilano – Leichtathletik (1-0-2)
Moskau 1980: Gold, 20 km Gehen Männer
Los Angeles 1984: Bronze, 20 km Gehen Männer
Seoul 1988: Bronze, 20 km Gehen Männer
- Anna Danesi – Volleyball (1-0-0)
Paris 2024: Gold, Frauen
- Vincenzo D’Angelo – Wasserball (0-1-0)
Montreal 1976: Silber, Männer
- Francesco D’Aniello – Schießen (0-1-0)
Peking 2008: Silber, Doppeltrap Männer
- Gastone Darè – Fechten (0-2-0)
London 1948: Silber, Säbel Team Männer
Helsinki 1952: Silber, Säbel Team Männer
- Giliante D’Este – Rudern (1-0-1)
Amsterdam 1928: Gold, Vierer mit Steuermann
Los Angeles 1932: Bronze, Vierer mit Steuermann
- Giovanni De Benedictis – Leichtathletik (0-0-1)
Barcelona 1992: Bronze, 20 km Gehen Männer
- Guido De Filip – Rudern (1-0-0)
Antwerpen 1920: Gold, Zweier mit Steuermann
- Giovanni De Gennaro – Kanuslalom (1-0-0)
Paris 2024: Gold, Einer-Kajak Männer
- Monica De Gennaro – Volleyball (1-0-0)
Paris 2024: Gold, Frauen
- Riccardo Dei Rossi – Rudern (0-1-0)
Sydney 2000: Silber, Vierer ohne Steuermann
- Leonardo Deplano – Schwimmen (0-0-1)
Paris 2024: Bronze, 4 × 100 m Freistil Männer
- Nadia Delago – Ski Alpin (0-0-1)
Peking 2022: Bronze, Abfahrt Frauen
- Guglielmo Del Bimbo – Rudern (0-2-0)
Los Angeles 1932: Silber, Achter Männer
Berlin 1936: Silber, Achter Männer
- Marcello Del Duca – Wasserball (0-1-0)
Montreal 1976: Silber, Männer
- Giuseppe Delfino – Fechten (4-2-0)
Helsinki 1952: Gold, Degen Team Männer
Melbourne 1956: Gold, Degen Team Männer
Melbourne 1956: Silber, Degen Einzel Männer
Rom 1960: Gold, Degen Einzel Männer
Rom 1960: Gold, Degen Team Männer
Tokio 1964: Silber, Degen Team Männer
- Giovanni Delise – Rudern (1-0-0)
Amsterdam 1928: Gold, Vierer mit Steuermann
- Vito Dell’Aquila – Taekwondo (1-0-0)
Tokio 2020: Gold, Fliegengewicht Männer
- Fabrizio Della Fiori – Basketball (0-1-0)
Moskau 1980: Silber, Männer
- Marco Del Lungo – Wasserball (0-0-1)
Rio de Janeiro 2016: Bronze, Männer
- Simone Del Nero – Fußball (0-0-1)
Athen 2004: Männer
- Guido De Luigi – Volleyball (0-0-1)
Los Angeles 1984: Bronze, Männer
- Gianni De Magistris – Wasserball (0-1-0)
Montreal 1976: Silber, Männer
- Riccardo De Magistris – Wasserball (0-1-0)
Montreal 1976: Silber, Männer
- Luigi De Manincor – Segeln (1-0-0)
Berlin 1936: Gold, 8-Meter-Klasse
- Angelo De Martini – Radsport (1-0-0)
Paris 1924: Gold, 4000 m Teamverfolgung Männer
- Umberto De Morpurgo – Tennis (0-0-1)
Paris 1924: Bronze, Einzel Männer
- Dario Dentale – Rudern (0-0-1)
Athen 2004: Bronze, Vierer ohne Steuermann
- Luciano De Paolis – Bob (2-0-0)
Grenoble 1968: Gold, Zweierbob Männer
Grenoble 1968: Gold, Viererbob Männer
- Franco De Pedrina – Rudern (0-1-0)
Tokio 1964: Silber, Vierer mit Steuermann
- Franco De Piccoli – Boxen (1-0-0)
Rom 1960: Gold, Schwergewicht Männer
- Giovanni De Prà – Fußball (0-0-1)
Amsterdam 1928: Bronze, Männer
- Daniele De Rossi – Fußball (0-0-1)
Athen 2004: Männer
- Mino De Rossi – Radsport (1-0-0)
Helsinki 1952: Gold, 4000 m Teamverfolgung Männer
- Fausto Desalu – Leichtathletik (1-0-0)
Tokio 2020: Gold, 4 × 100 m Männer
- Renato De Sanzuane – Wasserball (0-0-1)
Helsinki 1952: Bronze, Männer
- Giulio De Stefano – Segeln (0-0-1)
Rom 1960: Bronze, Drachen
- Gabriele Detti – Schwimmen (0-0-2)
Rio de Janeiro 2016: Bronze, 400 m Freistil Männer
Rio de Janeiro 2016: Bronze, 1500 m Freistil Männer
- Arturo De Vecchi – Fechten (0-1-0)
Los Angeles 1932: Silber, Säbel Team Männer
- Luca Devoti – Segeln (0-1-0)
Sydney 2000: Silber, Finn Dinghy Männer
- Aldo Dezi – Kanu (0-1-0)
Rom 1960: Silber, Zweier-Canadier 1000 m Männer
- Maurilio De Zolt – Skilanglauf (1-2-0)
Calgary 1988: Silber, 50 km Freistil Männer
Albertville 1992: Silber, 50 km Freistil Männer
Lillehammer 1994: Gold, 4 × 10-km-Staffel Männer
- Nevio De Zordo – Bob (0-1-0)
Sapporo 1972: Silber, Viererbob Männer
- Andy Díaz – Leichtathletik (0-0-1)
Paris 2024: Bronze, Dreisprung Männer
- Klaus Dibiasi – Wasserspringen (3-2-0)
Tokio 1964: Silber, Turmspringen Männer
Mexiko-Stadt 1968: Gold, Turmspringen Männer
Mexiko-Stadt 1968: Silber, Kunstspringen Männer
München 1972: Gold, Turmspringen Männer
Montreal 1976: Gold, Turmspringen Männer
- Ilario Di Buò – Bogenschießen (0-2-0)
Sydney 2000: Silber, Team Männer
Peking 2008: Silber, Team Männer
- Giuseppe Di Capua – Rudern (2-1-0)
Los Angeles 1984: Gold, Zweier mit Steuermann
Seoul 1988: Gold, Zweier mit Steuermann
Barcelona 1992: Silber, Zweier mit Steuermann
- Giorgio Di Centa – Skilanglauf (2-1-0)
Salt Lake City 2002: Silber, 4 × 10-km-Staffel Männer
Turin 2006: Gold, 50 km Freistil Männer
Turin 2006: Gold, 4 × 10-km-Staffel Männer
- Manuela Di Centa – Skilanglauf (2-2-3)
Albertville 1992: Bronze, 4 × 5-km-Staffel Frauen
Lillehammer 1994: Gold, 15 km Freistil Frauen
Lillehammer 1994: Gold, 30 km klassisch Frauen
Lillehammer 1994: Silber, 5 km klassisch Frauen
Lillehammer 1994: Silber, 10 km Verfolgung Frauen
Lillehammer 1994: Bronze, 4 × 5-km-Staffel Frauen
Nagano 1998: Bronze, 4 × 5-km-Staffel Frauen
- Marco Di Costanzo – Rudern (0-0-2)
Rio de Janeiro 2016: Bronze, Zweier ohne Steuermann
Tokio 2020: Bronze, Vierer ohne Steuermann
- Roberto Di Donna – Schießen (1-0-1)
Atlanta 1996: Gold, Luftpistole Männer
Atlanta 1996: Bronze, Freie Pistole Männer
- Elisa Di Francisca – Fechten (2-1-0)
London 2012: Gold, Florett Einzel Frauen
London 2012: Gold, Florett Team Frauen
Rio de Janeiro 2016: Silber, Florett Einzel Männer
- Francesco Di Fulvio – Wasserball (0-0-1)
Rio de Janeiro 2016: Bronze, Männer
- Tania Di Mario – Wasserball (1-1-0)
Athen 2004: Gold, Frauen
Rio de Janeiro 2016: Silber, Frauen
- Alfredo Dinale – Radsport (1-0-0)
Paris 1924: Gold, 4000 m Teamverfolgung Männer
- Piero D’Inzeo – Reiten (0-2-4)
Stockholm 1956: Silber, Springreiten Team
Stockholm 1956: Bronze, Springreiten Einzel
Rom 1960: Silber, Springreiten Einzel
Rom 1960: Bronze, Springreiten Team
Tokio 1964: Bronze, Springreiten Team
München 1972: Bronze, Springreiten Team
- Raimondo D’Inzeo – Reiten (1-2-3)
Stockholm 1956: Silber, Springreiten Einzel
Stockholm 1956: Silber, Springreiten Team
Rom 1960: Gold, Springreiten Einzel
Rom 1960: Bronze, Springreiten Team
Tokio 1964: Bronze, Springreiten Team
München 1972: Bronze, Springreiten Team
- Manlio Di Rosa – Fechten (2-2-1)
Berlin 1936: Gold, Florett Team Männer
London 1948: Silber, Florett Team Männer
Helsinki 1952: Silber, Florett Team Männer
Helsinki 1952: Bronze, Florett Einzel Männer
Melbourne 1956: Gold, Florett Team Männer
- Riccardo Divora – Rudern (0-1-0)
Los Angeles 1932: Silber, Vierer mit Steuermann
- Antonio Domenicali – Radsport (1-0-0)
Melbourne 1956: Gold, 4000 m Teamverfolgung Männer
- Giuseppe Domenichelli – Turnen (2-0-0)
Stockholm 1912: Gold, Teammehrkampf Männer
Antwerpen 1920: Gold, Teammehrkampf Männer
- Marco Donadel – Fußball (0-0-1)
Athen 2004: Männer
- Stefano Donagrandi – Eisschnelllauf (1-0-0)
Turin 2006: Gold, Teamverfolgung Männer
- Fabrizio Donato – Leichtathletik (0-0-1)
London 2012: Bronze, Dreisprung Männer
- Erminio Dones – Rudern (0-1-0)
Antwerpen 1920: Silber, Doppelzweier Männer
- Giuseppe Dordoni – Leichtathletik (1-0-0)
Helsinki 1952: Gold, 50 km Gehen Männer
- Gabriella Dorio – Leichtathletik (1-0-0)
Los Angeles 1984: Gold, 1500 m Frauen
- Alessandro D’Ottavio – Boxen (0-0-1)
London 1948: Bronze, Weltergewicht Männer
- Fabrizia D’Ottavio – Rhythmische Sportgymnastik (0-1-0)
Athen 2004: Silber, Team
- Tommaso Dotti – Shorttrack (0-0-1)
Peking 2022: Bronze, 5000 m Staffel Männer
- Bruno Dreossi – Kanu (0-0-1)
Barcelona 1992: Bronze, Zweier-Kajak 500 m Männer
- Agnese Duranti – Rhythmische Sportgymnastik (0-0-2)
Tokio 2020: Bronze, Gruppe
Paris 2024: Bronze, Gruppe

### E
- Paola Egonu – Volleyball (1-0-0)
Paris 2024: Gold, Frauen
- Giulia Emmolo – Wasserball (0-1-0)
Rio de Janeiro 2016: Silber, Frauen
- Sara Errani – Tennis (1-0-0)
Paris 2024: Gold, Doppel Frauen
- Giovanni Errichiello – Volleyball (0-0-1)
Los Angeles 1984: Bronze, Männer
- Arianna Errigo – Fechten (1-2-1)
London 2012: Silber, Florett Einzel Frauen
London 2012: Gold, Florett Team Frauen
Tokio 2020: Bronze, Florett Team Frauen
Paris 2024: Silber, Florett Team Frauen
- Manila Esposito – Turnen (0-1-1)
Paris 2024: Silber, Teammehrkampf Frauen
Paris 2024: Bronze, Schwebebalken Frauen
- Giovanni Evangelisti – Leichtathletik (0-0-1)
Los Angeles 1984: Bronze, Weitsprung Männer

### F
- Massimo Fabbrizi – Schießen (0-1-0)
London 2012: Silber, Trap Männer
- Ignazio Fabra – Ringen (0-2-0)
Helsinki 1952: Silber, Fliegengewicht griechisch-römisch Männer
Melbourne 1956: Silber, Fliegengewicht griechisch-römisch Männer
- Enrico Fabris – Eisschnelllauf (2-0-1)
Turin 2006: Gold, 1500 m Männer
Turin 2006: Gold, Teamverfolgung Männer
Turin 2006: Bronze, 5000 m Männer
- Cesare Facciani – Radsport (1-0-0)
Amsterdam 1928: Gold, 4000 m Teamverfolgung Männer
- Andrea Facchin – Kanu (0-0-1)
Peking 2008: Bronze, Zweier-Kajak 1000 m Männer
- Franco Faggi – Rudern (1-0-0)
London 1948: Gold, Vierer ohne Steuermann
- Leandro Faggin – Radsport (2-0-0)
Melbourne 1956: Gold, 1000 m Zeitfahren Männer
Melbourne 1956: Gold, 4000 m Teamverfolgung Männer
- Orazio Fagone – Shorttrack (1-0-0)
Lillehammer 1994: Gold, 5000 m Staffel Männer
- Sarah Luisa Fahr – Volleyball (1-0-0)
Paris 2024: Gold, Frauen
- Marinella Falca – Rhythmische Sportgymnastik (0-1-0)
Athen 2004: Silber, Team
- Ennio Falco – Schießen (1-0-0)
Atlanta 1996: Gold, Skeet Männer
- Felice Fanetti – Rudern (0-0-1)
London 1948: Bronze, Zweier ohne Steuermann
- Guido Fantoni – Ringen (0-0-1)
London 1948: Bronze, Schwergewicht griechisch-römisch Männer
- Gianluca Farina – Rudern (1-0-1)
Seoul 1988: Gold, Doppelvierer Männer
Barcelona 1992: Bronze, Doppelvierer Männer
- Silvio Fauner – Skilanglauf (1-2-2)
Albertville 1992: Silber, 4 × 10-km-Staffel Männer
Lillehammer 1994: Gold, 4 × 10-km-Staffel Männer
Lillehammer 1994: Bronze, 15 km Verfolgung Männer
Nagano 1998: Silber, 4 × 10-km-Staffel Männer
Nagano 1998: Bronze, 30 km klassisch Männer
- Martina Favaretto – Fechten (0-1-0)
Paris 2024: Silber, Florett Team Frauen
- Alessandro Fei – Volleyball (0-1-1)
Sydney 2000: Bronze, Männer
Athen 2004: Silber, Männer
- Maurizio Felugo – Wasserball (0-1-0)
London 2012: Silber, Männer
- Giancarlo Ferrari – Bogenschießen (0-0-2)
Montreal 1976: Bronze, Einzel Männer
Moskau 1980: Bronze, Einzel Männer
- Matteo Ferrari – Fußball (0-0-1)
Athen 2004: Männer
- Roberto Ferrari – Fechten (0-1-1)
Helsinki 1952: Silber, Säbel Team Männer
Rom 1960: Bronze, Säbel Team Männer
- Roberto Ferrari – Turnen (1-0-0)
Antwerpen 1920: Gold, Teammehrkampf Männer
- Vanessa Ferrari – Turnen (0-1-0)
Tokio 2020: Silber, Bodenturnen Frauen
- Ruggero Ferrario – Radsport (1-0-0)
Antwerpen 1920: Gold, 4000 m Teamverfolgung Männer
- Attilio Ferraris – Fußball (0-0-1)
Amsterdam 1928: Bronze, Männer
- Roberto Ferraris – Schießen (0-0-1)
Montreal 1976: Bronze, Schnellfeuerpistole Männer
- Pierpaolo Ferrazzi – Kanuslalom (1-0-1)
Barcelona 1992: Gold, Kajak-Einer Männer
Sydney 2000: Bronze, Kajak-Einer Männer
- Massimiliano Ferretti – Wasserball (1-0-0)
Barcelona 1992: Gold, Männer
- Cosimo Ferro – Fechten (0-0-1)
Los Angeles 1984: Bronze, Degen Team Männer
- Marco Fichera – Fechten (0-1-0)
Rio de Janeiro 2016: Silber, Degen Team Männer
- Pietro Figlioli – Wasserball (0-1-1)
London 2012: Silber, Männer
Rio de Janeiro 2016: Bronze, Männer
- Alessia Filippi – Schwimmen (0-1-0)
Peking 2008: Silber, 800 m Freistil Frauen
- Domenico Fioravanti – Schwimmen (2-0-0)
Sydney 2000: Gold, 100 m Brust Männer
Sydney 2000: Gold, 200 m Brust Männer
- Deni Fiorentini – Wasserball (0-1-0)
London 2012: Silber, Männer
- Mario Fiorillo – Wasserball (1-0-0)
Barcelona 1992: Gold, Männer
- Rossella Fiamingo – Fechten (1-1-1)
Rio de Janeiro 2016: Silber, Degen Einzel Frauen
Tokio 2020: Bronze, Degen Team Frauen
Paris 2024: Gold, Degen Team Frauen
- Dominik Fischnaller – Rodeln (0-0-1)
Peking 2022: Bronze, Einsitzer Männer
- Alessio Foconi – Fechten (0-1-0)
Paris 2024: Silber, Florett Team Männer
- Arianna Follis – Skilanglauf (0-0-1)
Turin 2006: Bronze, 4 × 5-km-Staffel Frauen
- Andrea Fondelli – Wasserball (0-0-1)
Rio de Janeiro 2016: Bronze, Männer
- Alfredo Foni – Fußball (1-0-0)
Berlin 1936: Gold, Männer
- Arianna Fontana – Shorttrack (2-4-5)
Turin 2006: Bronze, 3000 m Staffel Frauen
Vancouver 2010: Bronze, 500 m Frauen
Sotschi 2014: Silber, 500 m Frauen
Sotschi 2014: Bronze, 1500 m Frauen
Sotschi 2014: Bronze, 3000 m Staffel Frauen
Pyeongchang 2018: Gold, 500 m Frauen
Pyeongchang 2018: Bronze, 1000 m Frauen
Pyeongchang 2018: Silber, 3000 m Staffel Frauen
Peking 2022: Gold, 500 m Frauen
Peking 2022: Silber, 1500 m Frauen
Peking 2022: Silber, 2000 m Mixed-Staffel
- Ivano Fontana – Boxen (0-0-1)
London 1948: Bronze, Mittelgewicht Männer
- Marco Aurelio Fontana – Radsport (0-0-1)
London 2012: Bronze, Mountainbike Männer
- Rosalba Forciniti – Judo (0-0-1)
London 2012: Bronze, Halbleichtgewicht Frauen
- Ernesto Formenti – Boxen (1-0-0)
London 1948: Gold, Federgewicht Männer
- Giacomo Fornoni – Radsport (1-0-0)
Rom 1960: Gold, Teamzeitfahren Männer
- Nicola Franceschina – Shorttrack (0-1-0)
Salt Lake City 2002: Silber, 5000 m Staffel Männer
- Michele Frangilli – Bogenschießen (1-1-1)
Atlanta 1996: Bronze, Team Männer
Sydney 2000: Silber, Team Männer
London 2012: Gold, Team Männer
- Adriano Frassinelli – Bob (0-1-0)
Sapporo 1972: Silber, Viererbob Männer
- Teresa Frassinetti – Wasserball (0-1-0)
Rio de Janeiro 2016: Silber, Frauen
- Carlo Fregosi – Turnen (2-0-0)
Stockholm 1912: Gold, Teammehrkampf Männer
Antwerpen 1920: Gold, Teammehrkampf Männer
- Pietro Freschi – Rudern (0-0-1)
Amsterdam 1928: Bronze, Vierer ohne Steuermann
- Ugo Frigerio – Leichtathletik (3-0-1)
Antwerpen 1920: Gold, 3000 m Gehen Männer
Antwerpen 1920: Gold, 10.000 m Gehen Männer
Paris 1924: Gold, 10.000 m Gehen Männer
Los Angeles 1932: Bronze, 50 km Gehen Männer
- Manuel Frigo – Schwimmen (0-1-1)
Tokio 2020: Silber, 4 × 100 m Freistil Männer
Paris 2024: Bronze, 4 × 100 m Freistil Männer
- Annibale Frossi – Fußball (1-0-0)
Berlin 1936: Gold, Männer
- Mattia Furlani – Leichtathletik (0-0-1)
Paris 2024: Bronze, Weitsprung Männer
- Barbara Fusar-Poli – Eiskunstlauf (0-0-1)
Salt Lake City 2002: Bronze, Eistanz

### G
- Pierino Gabetti – Gewichtheben (1-1-0)
Paris 1924: Gold, Federgewicht Männer
Amsterdam 1928: Silber, Federgewicht Männer
- Francesco Gabriotti – Fußball (1-0-0)
Berlin 1936: Gold, Männer
- Sante Gaiardoni – Radsport (2-0-0)
Rom 1960: Gold, Sprint Männer
Rom 1960: Gold, 1000 m Zeitfahren Männer
- Giacomo Gaioni – Radsport (1-0-0)
Amsterdam 1928: Gold, 4000 m Teamverfolgung Männer
- Giacomo Galanda – Basketball (0-1-0)
Athen 2004: Silber, Männer
- Giuseppe Galante – Rudern (0-2-0)
Rom 1960: Silber, Vierer ohne Steuermann
Tokio 1964: Silber, Vierer mit Steuermann
- Latino Galasso – Rudern (0-0-1)
Paris 1924: Bronze, Achter Männer
- Marco Galiazzo – Bogenschießen (2-1-0)
Athen 2004: Gold, Einzel Männer
Peking 2008: Silber, Team Männer
London 2012: Gold, Team Männer
- Carlo Galimberti – Gewichtheben (1-2-0)
Paris 1924: Gold, Mittelgewicht Männer
Amsterdam 1928: Silber, Mittelgewicht Männer
Mittelgewicht 1932: Silber, Mittelgewicht Männer
- Ercole Gallegati – Ringen (0-0-2)
Los Angeles 1932: Bronze, Weltergewicht griechisch-römisch Männer
London 1948: Bronze, Mittelgewicht griechisch-römisch Männer
- Valentino Gallo – Wasserball (0-1-1)
London 2012: Silber, Männer
Rio de Janeiro 2016: Bronze, Männer
- Rossano Galtarossa – Rudern (1-1-2)
Barcelona 1992: Bronze, Doppelvierer Männer
Barcelona 2000: Gold, Doppelvierer Männer
Barcelona 2004: Bronze, Doppelzweier Männer
Barcelona 2008: Silber, Doppelvierer Männer
- Ezio Gamba – Judo (1-1-0)
Moskau 1980: Gold, Leichtgewicht Männer
Los Angeles 1984: Silber, Leichtgewicht Männer
- Raffaello Gambino – Wasserball (0-0-1)
Helsinki 1952: Bronze, Männer
- Franco Gandini – Radsport (1-0-0)
Melbourne 1956: Gold, 4000 m Teamverfolgung Männer
- Annapia Gandolfi – Fechten (0-1-0)
Seoul 1988: Silber, Florett Team Frauen
- Ferdinando Gandolfi – Wasserball (1-0-0)
Barcelona 1992: Gold, Männer
- Filippo Ganna – Radsport (1-1-1)
Tokio 2020: Gold, Teamverfolgung Männer
Paris 2024: Silber, Einzelzeitfahren Männer
Paris 2024: Bronze, Teamverfolgung Männer
- Romano Garagnani – Schießen (0-1-0)
Mexiko-Stadt 1968: Silber, Skeet Männer
- Andrea Gardini – Volleyball (0-1-1)
Atlanta 1996: Silber, Männer
Sydney 2000: Bronze, Männer
- Camillo Gargano – Segeln (0-0-1)
Mexiko-Stadt 1968: Bronze, Star
- Francesco Gargano – Fechten (1-0-0)
Antwerpen 1920: Gold, Säbel Team Männer
- Arianna Garibotti – Wasserball (0-1-0)
Rio de Janeiro 2016: Silber, Frauen
- Daniele Garozzo – Fechten (1-1-0)
Rio de Janeiro 2016: Gold, Florett Männer
Tokio 2020: Silber, Florett Männer
- Enrico Garozzo – Fechten (0-1-0)
Rio de Janeiro 2016: Silber, Degen Team Männer
- Luca Garri – Basketball (0-1-0)
Athen 2004: Silber, Männer
- Enrico Garzelli – Rudern (0-2-0)
Los Angeles 1932: Silber, Achter Männer
Berlin 1936: Silber, Achter Männer
- Edoardo Garzena – Boxen (0-0-1)
Antwerpen 1920: Bronze, Federgewicht Männer
- Antonio Provenzani – Rudern (0-0-1)
Los Angeles 1932: Bronze, Vierer ohne Steuermann
- Andrea Gasbarroni – Fußball (0-0-1)
Athen 2004: Männer
- Valentino Gasparella – Radsport (1-0-1)
Melbourne 1956: Gold, 4000 m Teamverfolgung Männer
Rom 1960: Bronze, Sprint Männer
- Giulio Gaudini – Fechten (3-4-2)
Amsterdam 1928: Gold, Florett Team Männer
Amsterdam 1928: Bronze, Florett Einzel Männer
Los Angeles 1932: Silber, Säbel Einzel Männer
Los Angeles 1932: Silber, Säbel Team Männer
Los Angeles 1932: Silber, Florett Team Männer
Los Angeles 1932: Bronze, Florett Einzel Männer
Berlin 1936: Gold, Florett Einzel Männer
Berlin 1936: Gold, Florett Team Männer
Berlin 1936: Silber, Säbel Team Männer
- Deborah Gelisio – Schießen (0-1-0)
Sydney 2000: Silber, Doppel-Trap Frauen
- Pietro Generali – Basketball (0-1-0)
Moskau 1980: Silber, Männer
- Paolo Gennari – Rudern (0-0-1)
Amsterdam 1928: Bronze, Vierer ohne Steuermann
- Pietro Genovesi – Fußball (0-0-1)
Amsterdam 1928: Bronze, Männer
- Edera Gentile – Leichtathletik (0-1-0)
London 1948: Silber, Diskuswurf Frauen
- Giuseppe Gentile – Leichtathletik (0-0-1)
Mexiko-Stadt 1968: Bronze, Dreisprung Männer
- Giacomo Gentili – Rudern (0-1-0)
Paris 2024: Silber, Doppelvierer Männer
- Mario Gentili – Radsport (0-1-0)
Berlin 1936: Silber, 4000 m Teamverfolgung Männer
- Marco Gerini – Wasserball (0-0-1)
Atlanta 1996: Bronze, Männer
- Mario Ghella – Radsport (1-0-0)
London 1948: Gold, Sprint Männer
- Antonio Ghiardello – Rudern (0-0-1)
Los Angeles 1932: Bronze, Vierer ohne Steuermann
- Alberto Ghibellini – Wasserball (0-0-1)
Atlanta 1996: Bronze, Männer
- Alessandro Ghibellini – Wasserball (0-1-0)
Montreal 1976: Silber, Männer
- Gianni Ghidini – Radsport (0-1-0)
Helsinki 1952: Silber, Teamfahren Männer
- Romualdo Ghiglione – Turnen (1-0-0)
Antwerpen 1920: Gold, Teammehrkampf Männer
- Alberto Ghilardi – Radsport (1-0-0)
Los Angeles 1932: Gold, 4000 m Teamverfolgung Männer
- Davide Ghiotto – Eisschnelllauf (0-0-1)
Peking 2022: Bronze, 10.000 m Männer
- Aldo Ghira – Wasserball (1-0-0)
London 1948: Gold, Männer
- Massimo Giacoppo – Wasserball (0-1-0)
London 2012: Silber, Männer
- Simone Giannelli – Volleyball (0-1-0)
Rio de Janeiro 2016: Silber, Männer
- Andrea Giani – Volleyball (0-2-1)
Atlanta 1996: Silber, Männer
Sydney 2000: Bronze, Männer
Athen 2004: Silber, Männer
- Lavinia Gianoni – Turnen (0-1-0)
Amsterdam 1928: Silber, Teammehrkampf Frauen
- Luigina Giavotti – Turnen (0-1-0)
Amsterdam 1928: Silber, Teammehrkampf Frauen
- Giuseppe Gibilisco – Leichtathletik (0-0-1)
Athen 2004: Bronze, Stabhochsprung Männer
- Elena Gigli – Wasserball (1-0-0)
Athen 2004: Gold, Frauen
- Enrico Gilardi – Basketball (0-1-0)
Moskau 1980: Silber, Männer
- Alberto Gilardino – Fußball (0-0-1)
Athen 2004: Männer
- Salvatore Gionta – Wasserball (1-0-1)
Helsinki 1952: Bronze, Männer
Rom 1960: Gold, Männer
- Claudia Giordani – Ski Alpin (0-1-0)
Innsbruck 1976: Silber, Slalom Frauen
- Alex Giorgetti – Wasserball (0-1-0)
London 2012: Silber, Männer
- Franco Giorgetti – Radsport (1-0-0)
Antwerpen 1920: Gold, 4000 m Teamverfolgung Männer
- Virginia Giorgi – Turnen (0-1-0)
Amsterdam 1928: Silber, Teammehrkampf Frauen
- Luciano Giovannetti – Schießen (2-0-0)
Moskau 1980: Gold, Trap
Los Angeles 1984: Gold, Trap
- Marco Giovannetti – Radsport (1-0-0)
Los Angeles 1984: Gold, Teamzeitfahren Männer
- Gaia Giovannini – Volleyball (1-0-0)
Paris 2024: Gold, Frauen
- Girolamo Giovinazzo – Judo (0-1-1)
Atlanta 1996: Silber, Superleichtgewicht Männer
Sydney 2000: Bronze, Halbleichtgewicht Männer
- Ulrico Girardi – Bob (0-1-0)
Cortina d’Ampezzo 1956: Silber, Viererbob Männer
- Niccolò Gitto – Wasserball (0-1-1)
London 2012: Silber, Männer
Rio de Janeiro 2016: Bronze, Männer
- Odette Giuffrida – Judo (0-1-1)
Rio de Janeiro 2016: Silber, Halbleichtgewicht Frauen
Tokio 2020: Bronze, Halbleichtgewicht Frauen
- Luca Giustolisi – Wasserball (0-0-1)
Atlanta 1996: Bronze, Männer
- Vittorio Gliubich – Rudern (0-0-1)
Paris 1924: Bronze, Achter Männer
- Sofia Goggia – Ski Alpin (1-1-0)
Pyeongchang 2018: Gold, Abfahrt Frauen
Peking 2022: Silber, Abfahrt Frauen
- Alfredo Gollini – Turnen (1-0-0)
Stockholm 1912: Gold, Teammehrkampf Männer
- Tullio Gonnelli – Leichtathletik (0-1-0)
Berlin 1936: Silber, 4 × 100-m-Staffel Männer
- Giorgio Gorla – Segeln (0-0-2)
Moskau 1980: Bronze, Star
Los Angeles 1984: Bronze, Star
- Giulia Gorlero – Wasserball (0-1-0)
Rio de Janeiro 2016: Silber, Frauen
- Giovanni Gozzi – Ringen (1-0-1)
Amsterdam 1928: Bronze, Bantamgewicht griechisch-römisch Männer
Los Angeles 1932: Gold, Federgewicht griechisch-römisch Männer
- Margherita Granbassi – Fechten (0-0-2)
Peking 2008: Bronze, Florett Einzel Frauen
Peking 2008: Bronze, Florett Team Frauen
- Pasquale Gravina – Volleyball (0-1-1)
Atlanta 1996: Silber, Männer
Sydney 2000: Bronze, Männer
- Melania Grego – Wasserball (1-0-0)
Athen 2004: Gold, Frauen
- Martina Grimaldi – Schwimmen (0-0-1)
London 2012: Bronze, 10 km Freiwasser Frauen
- Piero Gros – Ski Alpin (1-0-0)
Innsbruck 1976: Gold, Slalom Männer
- Oreste Grossi – Rudern (0-1-0)
Berlin 1936: Silber, Achter Männer
- Mario Gruppioni – Ringen (0-0-1)
Los Angeles 1932: Bronze, Halbschwergewicht griechisch-römisch Männer
- Peter Gschnitzer – Rodeln (0-1-0)
Lake Placid 1980: Silber, Doppelsitzer Männer
- Gioacchino Guaragna – Fechten (2-1-0)
Amsterdam 1928: Gold, Florett Team Männer
Los Angeles 1932: Silber, Florett Team Männer
Berlin 1936: Gold, Florett Team Männer
- Vittoria Guazzini – Radsport (1-0-0)
Paris 2024: Gold, Madison Frauen
- Tatiana Guderzo – Radsport (0-0-1)
Peking 2008: Bronze, Straßenrennen Frauen
- Pietro Guerra – Radsport (0-1-0)
Tokio 1964: Silber, Teamzeitfahren Männer
- Giancarlo Guerrini – Wasserball (1-0-0)
Rom 1960: Gold, Männer
- Edith Gufler – Schießen (0-1-0)
Los Angeles 1984: Silber, Luftgewehr Frauen
- Savino Guglielmetti – Turnen (2-0-0)
Los Angeles 1932: Gold, Pferdsprung Männer
Los Angeles 1932: Gold, Teammehrkampf Männer

### H
- Oswald Haselrieder – Rodeln (0-0-1)
Turin 2006: Bronze, Zweisitzer Männer
- Hugo Herrnhof – Shorttrack (1-0-0)
Lillehammer 1994: Gold, 5000 m Staffel Männer
- Paul Hildgartner – Rodeln (2-1-0)
Sapporo 1972: Gold, Zweisitzer Männer
Lake Placid 1980: Silber, Einsitzer Männer
Sarajevo 1984: Gold, Einsitzer Männer
- Lukas Hofer – Biathlon (0-0-1)
Sotschi 2014: Bronze, Mixed-Staffel
- Günther Huber – Bob (1-0-1)
Lillehammer 1994: Bronze, Zweierbob Männer
Nagano 1998: Gold, Zweierbob Männer
- Norbert Huber – Rodeln (0-1-1)
Albertville 1992: Bronze, Zweisitzer Männer
Lillehammer 1994: Silber, Zweisitzer Männer
- Wilfried Huber – Rodeln (1-0-0)
Lillehammer 1994: Gold, Zweisitzer Männer

### I
- Josefa Idem – Kanu (1-2-2)
Atlanta 1984: Bronze, Zweier-Kajak 500 m Frauen[1]
Atlanta 1996: Bronze, Einer-Kajak 500 m Frauen
Sydney 2000: Gold, Einer-Kajak 500 m Frauen
Athen 2004: Silber, Einer-Kajak 500 m Frauen
Peking 2008: Silber, Einer-Kajak 500 m Frauen
- Christof Innerhofer – Ski Alpin (0-1-1)
Sotschi 2014: Silber, Abfahrt Männer
Sotschi 2014: Bronze, Kombination Männer
- Marco Innocenti – Schießen (0-1-0)
Rio de Janeiro 2016: Silber, Doppeltrap Männer
- Giovanni Invernizzi – Rudern (1-0-0)
London 1948: Gold, Vierer ohne Steuermann
- Elisa Iorio – Turnen (0-1-0)
Paris 2024: Silber, Teammehrkampf Frauen
- Jennifer Isacco – Bob (0-0-1)
Turin 2006: Bronze, Zweierbob Frauen
- Federica Isola – Fechten (0-0-1)
Tokio 2020: Bronze, Degen Team Frauen
- Pietro Ivanov – Rudern (0-0-1)
Paris 1924: Bronze, Achter Männer

### J
- Marcell Jacobs – Leichtathletik (2-0-0)
Tokio 2020: Gold, 100 m Männer
Tokio 2020: Gold, 4 × 100 m Männer
- Antonio Janni – Fußball (0-0-1)
Amsterdam 1928: Bronze, Männer
- Osmany Juantorena – Volleyball (0-1-0)
Rio de Janeiro 2016: Silber, Männer

### K
- Werner Kiem – Biathlon (0-0-1)
Calgary 1988: Bronze, 4 × 7,5-km-Staffel Männer
- Carolina Kostner – Eiskunstlauf (0-0-1)
Sotschi 2014: Bronze, Einzel Frauen
- Isolde Kostner – Ski Alpin (0-1-2)
Lillehammer 1994: Bronze, Abfahrt Frauen
Lillehammer 1994: Bronze, Super-G Frauen
Salt Lake City 2002: Silber, Abfahrt Frauen

### L
- Francesco La Macchia – Kanu (0-1-0)
Rom 1960: Silber, Zweier-Canadier 1000 m Männer
- Alessandro Lambruschini – Leichtathletik (0-0-1)
Atlanta 1996: Bronze, 3000 m Hindernis Männer
- Francesco Lamon – Radsport (1-0-1)
Tokio 2020: Gold, Teamverfolgung Männer
Paris 2024: Bronze, Teamverfolgung Männer
- Giovanni Lanfranco – Volleyball (0-0-1)
Los Angeles 1984: Bronze, Männer
- Filippo Lanza – Volleyball (0-1-0)
Rio de Janeiro 2016: Silber, Männer
- Mario Lanzi – Leichtathletik (0-1-0)
Berlin 1936: Silber, 800 m Männer
- Armando Latini – Radsport (0-1-0)
Berlin 1936: Silber, 4000 m Teamverfolgung Männer
- Giovanni Lattuada – Turnen (0-0-1)
Los Angeles 1932: Bronze, Ringe Männer
- Romina Laurito – Rhythmische Sportgymnastik (0-0-1)
London 2012: Bronze, Gruppe
- Franco Lavoratori – Wasserball (1-0-0)
Rom 1960: Gold, Männer
- Erika Lechner – Rodeln (1-0-0)
Grenoble 1968: Gold, Einsitzer Frauen
- Raffaello Leonardo – Rudern (0-0-1)
Athen 2004: Bronze, Vierer ohne Steuermann
- Giuseppina Leone – Leichtathletik (0-0-1)
Rom 1960: Bronze, 100 m Frauen
- Tommaso Lequio di Assaba – Reiten (1-1-0)
Antwerpen 1920: Gold, Springreiten Einzel
Paris 1924: Silber, Springreiten Einzel
- Mario Lertora – Turnen (2-0-1)
Paris 1924: Gold, Teammehrkampf Männer
Los Angeles 1932: Gold, Teammehrkampf Männer
Los Angeles 1932: Bronze, Bodenturnen Männer
- Ambrogio Levati – Turnen (1-0-0)
Antwerpen 1920: Gold, Teammehrkampf Männer
- Virgilio Felice Levratto – Fußball (0-0-1)
Amsterdam 1928: Bronze, Männer
- Ugo Locatelli – Fußball (1-0-0)
Berlin 1936: Gold, Männer
- Matteo Lodo – Rudern (0-0-2)
Rio de Janeiro 2016: Bronze, Vierer ohne Steuermann
Tokio 2020: Bronze, Vierer ohne Steuermann
- Francesco Loi – Turnen (2-0-0)
Stockholm 1912: Gold, Teammehrkampf Männer
Antwerpen 1920: Gold, Teammehrkampf Männer
- Francesca Lollobrigida – Eisschnelllauf (0-1-1)
Peking 2022: Silber, 3000 m Frauen
Peking 2022: Bronze, Massenstart Frauen
- Alberto Lombardi – Reiten (0-0-1)
Paris 1924: Bronze, Vielseitigkeit Team
- Giovanni Lombardi – Radsport (1-0-0)
Barcelona 1992: Gold, Punktefahren Männer
- Pietro Lombardi – Ringen (1-0-0)
London 1948: Gold, Fliegengewicht griechisch-römisch Männer
- Elisa Longo Borghini – Radsport (0-0-1)
Tokio 2020: Bronze, Straßenrennen Frauen
- Gianni Lonzi – Wasserball (1-0-0)
Rom 1960: Gold, Männer
- Sandro Lopopolo – Boxen (0-1-0)
Rom 1960: Silber, Leichtgewicht Männer
- Marina Lubian – Volleyball (1-0-0)
Paris 2024: Gold, Frauen
- Vittorio Lucarelli – Fechten (1-0-0)
Melbourne 1956: Gold, Florett Team Männer
- Andrea Lucchetta – Volleyball (0-0-1)
Los Angeles 1984: Bronze, Männer
- Pier Paolo Lucchetta – Volleyball (0-0-1)
Los Angeles 1984: Bronze, Männer
- Vittorio Lucchetti – Turnen (2-0-0)
Antwerpen 1920: Gold, Teammehrkampf Männer
Paris 1924: Gold, Teammehrkampf Männer
- Elia Luini – Rudern (0-1-0)
Sydney 2000: Silber, Leichtgewichts-Doppelzweier Männer
- Emilio Lunghi – Leichtathletik (0-1-0)
London 1908: Silber, 800 m Männer
- Daniele Lupo – Beachvolleyball (0-1-0)
Rio de Janeiro 2016: Silber, Männer
- Mario Lusiani – Radsport (1-0-0)
Amsterdam 1928: Gold, 4000 m Teamverfolgung Männer

## Anmerkung
1. ↑  1984 startete Josefa Idem für die Bundesrepublik Deutschland.